# Greg Remmers
Chester Gregory (Greg) Remmers (Soerabaja, 6 april 1948) is een Nederlands crimineel die sinds 1975 door justitie gezien wordt als een van de kopstukken in het Amsterdamse drugsmilieu. Zijn organisatie staat in nauw contact met het beruchte Colombiaanse Cali kartel. Een belangrijke rol binnen de organisatie is ingeruimd voor zijn zoons, die elk sleutelposities vervullen binnen de groep-Remmers. Geheel in Italiaanse maffia-stijl beschikken Greg Remmers en de groep-Remmers over een consigliere en een vast team van strafrechtadvocaten die tot de top van de Nederlandse advocatuur wordt gerekend. In de media wordt Greg Remmers zowel nationaal als internationaal gezien als de Nederlandse Godfather. Bekend van de groep-Remmers is dat de leden elkaar beschouwen als een hechte familie, alsmede een absolute zwijgplicht hebben bezworen naar politie en justitie.

## Biografie
Greg Remmers is een zoon van C.G. Remmers en B.M.C. Vuyk en groeide op in Indonesië. In 1975 werd Greg Remmers voor het eerst gearresteerd en veroordeeld wegens het overtreden van de Opiumwet. In 1989 werd Remmers tot zeven jaar cel veroordeeld wegens drugshandel.
Eind 1997 begon de recherche onder de codenaam Speed aan een grootschalig onderzoek naar de bende van Remmers. Ze ontdekten dat de Amsterdammer nauwe banden onderhield met de Colombiaanse drugsbaron Eugenio "Don Hugo" Montoya. Tijdens het onderzoek naar Remmers werd 20 keer drugs onderschept, in totaal 250 kilo cocaïne en 2000 kilo softdrugs. De politie kon de drugsbaron tackelen, omdat de drugsbende gebruikmaakte van Finse gsm's, waarvan het idee bestond dat ze niet konden worden afgeluisterd. De politie probeerde in maart 1999 Greg Remmers en zijn zoon Andy te arresteren, maar ze waren van tevoren door een corrupt politiecontact getipt en ontsprongen de dans. Pas op 27 november 1999 kon het tweetal alsnog opgepakt worden.
Op 14 december 2000 werd Remmers uiteindelijk veroordeeld wegens drugshandel en kreeg hij een gevangenisstraf van zeven jaar. Andy Remmers werd veroordeeld tot vijf jaar celstraf, zijn broer Danny werd vrijgesproken.
Eind 2002, met het einde van zijn straf in zicht, kwam Remmers in het kader van reclassering te werken bij Smart Verzekeringen BV. Deze firma had ook een vastgoedpoot: Smart Vastgoed BV. Via dit onderdeel regelde Greg Remmers een villa in Vinkeveen voor een lid van zijn organisatie, Fred Ros. De villa werd gehuurd van actrice Katja Schuurman. Nadat Ros in januari 2003 werd gearresteerd wegens wapenbezit, werd het huis in Vinkeveen doorzocht. Daar trof de politie een waar wapenarsenaal aan. Op verdenking van betrokkenheid bij deze wapencollectie werden Greg Remmers en twee van zijn zoons in januari 2004 opgepakt.
Na zijn vrijlating in 2003 kreeg hij in mei 2003 een conflict over een lading amfetamine. Die zou Greg Remmers leveren aan twee Joegoslaven, Serge Miranovic en Alexander Bulatovic. Die zouden het weer verkopen aan de Britse drugshandelaar Peter G. Het zou gaan om een partij van 600 kilo speed wat in delen naar Engeland zou worden getransporteerd. Als blijkt dat 42 kilo van slechte kwaliteit is, krijgen de mannen ruzie. Doordat de telefoons van Miranovic en Bulatovic werden afgeluisterd, kon de politie de hele ruzie op de voet volgen. Na de liquidatie van Bulatovic op 17 mei 2003, besloot de politie tot actie over te gaan en alle betrokkenen te arresteren. Remmers zelf werd op 3 juni 2003 gearresteerd.
Een andere zoon, Jesse Remmers, werd in februari 2007 opgepakt in verband met de moord op Thomas van der Bijl. Op 29 januari 2013 werd Jesse Remmers veroordeeld tot levenslang.
In november 2011 hoorde Greg Remmers 24 jaar cel tegen zich eisen in het Italiaanse Napels voor zijn betrokkenheid bij een internationale drugsbende. Voor deze Italiaanse zaak zit Remmers sedert juni 2010 vast. Parallel hieraan moet Remmers zich verantwoorden bij de Rotterdamse rechter voor het importeren van verdovende middelen naar Europa, waarvoor 6 jaar cel is geëist. In hoger beroep probeert Remmers een claim van 5 miljoen van de Nederlandse overheid inzake criminele winsten van zich af te schudden. In de Italiaanse zaak wordt Greg Remmers veroordeeld tot 12 jaar en in die van Brazilië tot 4 jaar.
In 2018 wordt Greg R. in verband gebracht met de motorclub Caloh Wagoh, waarin hij een leidende rol zou spelen. Remmers werd in 2019 gearresteerd als verdachte in een moordzaak. Zijn arrestatie volgde op de verklaringen van een kroongetuige die hem linkte aan criminele activiteiten.